# Dragones (Salta)
Dragones o Fortín Dragones es una localidad argentina del departamento General José de San Martín, provincia de Salta. Depende administrativamente de la municipalidad de Embarcación, de cuyo centro urbano dista 101 km. En la zona hay una gran población wichí.
Se encuentra en el km 1798 de la Ruta Nacional 81.
En 2015 y 2019 se presentaron proyectos para la creación del municipio, escindiéndolo de Embarcación.

## Economía
Producción de ganado vacuno. Extracción de maderas duras, leña y carbón.

## Infraestructura
Cuenta con un centro de salud, cuyo alcance de atención es de 4000 km² y 6000 personas. También posee un destacamento policial.

## Población
Contaba con 1779 habitantes (Indec, 2001), lo que representa un incremento del 14,3% frente a los 1516 habitantes (Indec, 1991).

## Parroquias de la Iglesia católica en Dragones
| Diócesis  | Nueva Orán                       |
| --------- | -------------------------------- |
| Parroquia | Nuestra Señora de la Consolación |